# Трепетник
Трепетник — сочинение гадательной и «отреченной» (апокрифической) литературы. Впервые упоминание о трепетнике, как об отдельной гадательной книге, встречается в списке книг (индексе) так называемого «молитвенника Киприана» (ум. 1406), сохранённом в церковном Уставе 1608 года (извлечение из него — в индексе митрополита Зосимы, 1490—1494).
Трепетник служил выражением особого вида гадания, основанного на вере в предвещательное свойство некоторых физиологических явлений в теле человека: зуда, чесания отдельных частей человеческого тела, звона в ухе, миганья глаза и тому подобных непроизвольных движений человеческого организма. Подобное суеверие имеет древний и всеобщий характер: оно встречается как на Востоке, так и у классических народов (латинян и греков).

## Возникновение
Весьма рано наблюдения-приметы привлекли внимание и подверглись обработке со стороны людей, занимавшихся естественными науками, преимущественно медиков, гадателей-врачей и физиологов античности. Ими были записаны поверия указанного рода, систематизированные по расположению частей человеческого тела, начиная с головы, с учётом различия между правой и левой сторонами. Филолог Михаил Сперанский назвал нескольких лиц, которым приписывали составление трепетника, как отдельного сочинения, или участие в его составлении:
- Антифонт (V век до н. э.),
- Посидоний (II—I века до н. э), о нём упоминает византийский энциклопедический словарь Χ века «Свида»,
- Гермес Трисмегист,
- Мелампод, современник Птолемея Филадельфа (III век до н. э.).

Записи двух последних стали родоначальниками русского трепетника.

## Тексты

### Античные
Трепетник Мелампода отличается большей детальностью примет и большей разносторонностью в применении гаданий, чем трепетник Гермеса:
- Мелампод насчитывает 180 мест человеческого тела, зуд или трепет которых имеет вещее значение, Гермес только 40;
- Гермес иногда различает гадание для «свободного» и «раба», Мелампод же довольно последовательно при каждом гадании указывает на значение гадания не только для «раба», но и для «девушки» и «вдовы», часто приводит гадания также для «богатого» и «бедного», «воина» и «моряка».

### Арабский
В арабской литературе трепетник вошёл как часть (одна из одиннадцати) в обширную книгу по физиогномике: «Seker Nâmeh» Всего примет 123. По составу гадания весьма несложны, хотя деление членов тела весьма дробное; в этом отношении арабский трепетник походит на текст Мелампода.

### Славянские
Славянорусский трепетник перешёл к русским из византийской литературы в готовом виде. Первоначально он явился в Болгарии в XIV столетии, в эпоху возрождения богомильства и возникновения ереси Варлаама и Акиндина. С этого же времени идут и славянские тексты памятника. Подробное исследование редакций южнославянского и русского трепетников принадлежит Михаилу Сперанскому.
По мнению Сперанского, Трепетник легко укоренился на славяно-русской почве благодаря общности фольклорного мировоззрения народов мира:

 как памятник, славянский Трепетник в готовом виде перешёл в нашу письменность, скорее всего, из греко-византийской литературы, которая снабжала нас в эпоху появления Трепетника многими гадательными памятниками… Но перейдя на новую почву, он нашёл в ней готовыми те элементы, которые вызвали его к существованию на родине, — те приметы по трепетанию частей тела, которые … являются общераспространёнными у всех народов: этим обусловилась его новая жизнь, развитие на чужой почве; в этом заключается история славянского Трепетника.

## Источниковедение
Русский учёный мир познакомился с трепетником только в 1861 году, когда А. Н. Пыпиным был издан текст трепетника по новой рукописи — раскольничьего письма — в статье «Для истории ложных книг»; всех гаданий в нём 99. Им же впервые сделано сопоставление этого текста со статьёй индекса 1608 года.
Независимо от А. Н. Пыпина, к тем же результатам в сопоставлении трепетника со статьёй индекса пришёл и Н. С. Тихонравов («Ложные и отреченные книги древней России»), А. Н. Пыпину принадлежит также первая, вполне удачная, попытка разъяснения истории трепетника.
Позже появился в печати ещё текст в соединении с Сонником: в издании Ст. Новаковича по сербской рукописи из Старого Влаха половины XVIII в. (Ст. Новаковић, «Примери књижевности»; примет, составляющих Т., здесь тридцать).
М. Сперанский нашёл один текст между рукописями Румянцевского музея в коллекции В. М. Ундольского: сборник XVIII века, 1067, где на л. 51 об. помещена статья: «О содрогании», состоящая всего из 10 гаданий, расположенных в произвольном порядке.

## Издания
- Сановник и трепетник // Примери књижевности и језика старога и српско-словенскога / Саставио Стојан Новаковић. — Београд: Државне штампариjе, 1877. — С. 527—529. — 632 с.